# Glauber Coelho
Glauber da Silva Coelho (Cachoeiro do Itapemirim, 11 de junho de 1974 - Cachoeiro do Itapemirim, 20 de agosto de 2014) foi um político brasileiro filiado ao PSB. Foi deputado estadual no Espírito Santo.
Casado com Fernanda Aguilar Coelho, pai de Isabelli e era bacharel em Direito e pós-graduado em Gestão Pública. 

## Carreira
Foi vereador por três mandatos em sua cidade natal, além de secretário municipal de cinco pastas em sua cidade natal Cachoeiro de Itapemirim: Saúde, Agricultura, Defesa Civil, Meio Ambiente e Criança, Adolescente e Juventude.  Em 2011 foi eleito deputado estadual com 23.040 votos. Em 2012 disputou pela primeira vez a Prefeitura de Cachoeiro, obtendo mais de 50 mil votos. De volta à Assembleia Legislativa, o parlamentar vinha se dedicando a projetos de impacto social, como a lei que regulamenta o descarte de lixo tecnológico no Estado e a obrigatoriedade do uso de pulseiras de identificação em pacientes das redes privada e filantrópica.
O deputado Glauber Coelho era 2º vice-presidente da Mesa Diretora da Assembleia Legislativa, membro efetivo das Comissões de Saúde, Agricultura e Meio Ambiente, vice-presidente da Frente Parlamentar de Apoio à Educação no Campo e membro da CPI da Telefonia.
No dia 10 de agosto de 2014, sofreu um grave acidente automobilístico e faleceu na manhã do dia 20 de Agosto de 2014.